# Cod numeric personal (România)
În România, codul numeric personal sau C.N.P. este un cod numeric unic, format din 13 cifre, atribuit persoanei fizice la înregistrarea nașterii în registrele de stare civilă. Scopul acestuia este de a individualiza în mod unic o persoană fizică și constituie un instrument de verificare a datelor de stare civilă ale acesteia și de identificare în anumite sisteme informatice de către persoanele autorizate.
Codurile numerice personale sunt generate de către Direcția pentru Evidența Persoanelor și Administrarea Bazelor de Date, care emite și distribuie anual listele corespunzătoare către serviciile publice comunitare județene de evidență a persoanelor, Serviciul Public Comunitar de Evidență a Persoanelor al Municipiului București și Departamentul consular din cadrul Ministerul Afacerilor Externe.
| \| S \| AA \| LL \| ZZ \| JJ \| NNN \| C \| |    |    |    |    |     |   |
| Cod numeric personal                        |    |    |    |    |     |   |
| S                                           | AA | LL | ZZ | JJ | NNN | C |

## Istoric
C.N.P-ul a fost introdus ca element obligatoriu în actele de identitate, de stare civilă și în alte acte personale printr-un decret prezidențial semnat de Nicolae Ceaușescu la 2 martie 1978.

## Atribuire
În țară, atribuirea C.N.P. se face de serviciile publice comunitare de evidență a persoanelor sau acolo unde acestea nu există sau nu funcționează, de autoritățile executive ale unităților administrativ-teritoriale, iar în străinătate, atribuirea C.N.P. se face de Ministerul Afacerilor Externe, prin misiunile diplomatice și oficiile consulare ale României.
Rezidenții primesc C.N.P. de la Inspectoratul General pentru Imigrări și este scris în permisul de ședere.

### Schimbare
Un nou C.N.P. se atribuie aceleiași persoane în una dintre următoarele situații:
- actul de naștere a fost rectificat, fiind modificate datele care intră în structura C.N.P.
- rubrica din certificatul de naștere în care se înscrie C.N.P. a fost completată eronat
- C.N.P. a fost atribuit greșit
- solicitantul și-a schimbat sexul
- există neconcordanțe privind C.N.P.

## Structură
Codul numeric personal este format din 13 cifre, unic pentru fiecare persoană fizică și este format din 7 componente:

### S
Componenta S reprezintă sexul și secolul în care s-a născut persoana și poate avea una dintre următoarele valori:
- 1 pentru persoanele de sex masculin născute între anii 1900 - 1999
- 2 pentru persoanele de sex feminin născute între anii 1900 - 1999
- 3 pentru persoanele de sex masculin născute între anii 1800 - 1899
- 4 pentru persoanele de sex feminin născute între anii 1800 - 1899
- 5 pentru persoanele de sex masculin născute între anii 2000 - 2099
- 6 pentru persoanele de sex feminin născute între anii 2000 - 2099
- 7 pentru persoanele rezidente, de sex masculin[6]
- 8 pentru persoanele rezidente, de sex feminin[6]

### AA
Componenta AA este formată din ultimele 2 cifre ale anului nașterii.

### LL
Componenta LL este formată din luna nașterii, cu valori între 01 și 12.
| ianuarie | februarie | martie | aprilie | mai | iunie | iulie | august | septembrie | octombrie | noiembrie | decembrie |
| 01       | 02        | 03     | 04      | 05  | 06    | 07    | 08     | 09         | 10        | 11        | 12        |

### ZZ
Componenta ZZ este formată din ziua nașterii, cu valori între 01 și 28, 29, 30 sau 31, după caz.

### JJ
Componenta JJ reprezenta județul sau sectorul în care s-a născut persoana, ori în care avea domiciliul sau reședința la momentul acordării C.N.P., conform nomenclatorului SIRUTA. După punerea în funcțiune a Sistemului Informatic Integrat, această componentă este înlocuită cu codul unic „70”, pentru orice înregistrare, indiferent de județ.
Codurile anterior atribuite județelor sunt în ordinea alfabetică a acestora, cu unele excepții.
| Cod | Județ                                                                                    |
| --- | ---------------------------------------------------------------------------------------- |
| 01  | Alba                                                                                     |
| 02  | Arad                                                                                     |
| 03  | Argeș                                                                                    |
| 04  | Bacău                                                                                    |
| 05  | Bihor                                                                                    |
| 06  | Bistrița-Năsăud                                                                          |
| 07  | Botoșani                                                                                 |
| 08  | Brașov                                                                                   |
| 09  | Brăila                                                                                   |
| 10  | Buzău                                                                                    |
| 11  | Caraș-Severin                                                                            |
| 12  | Cluj                                                                                     |
| 13  | Constanța                                                                                |
| 14  | Covasna                                                                                  |
| 15  | Dâmbovița                                                                                |
| 16  | Dolj                                                                                     |
| 17  | Galați                                                                                   |
| 18  | Gorj                                                                                     |
| 19  | Harghita                                                                                 |
| 20  | Hunedoara                                                                                |
| 21  | Ialomița                                                                                 |
| 22  | Iași                                                                                     |
| 23  | Ilfov                                                                                    |
| 24  | Maramureș                                                                                |
| 25  | Mehedinți                                                                                |
| 26  | Mureș                                                                                    |
| 27  | Neamț                                                                                    |
| 28  | Olt                                                                                      |
| 29  | Prahova                                                                                  |
| 30  | Satu Mare                                                                                |
| 31  | Sălaj                                                                                    |
| 32  | Sibiu                                                                                    |
| 33  | Suceava                                                                                  |
| 34  | Teleorman                                                                                |
| 35  | Timiș                                                                                    |
| 36  | Tulcea                                                                                   |
| 37  | Vaslui                                                                                   |
| 38  | Vâlcea                                                                                   |
| 39  | Vrancea                                                                                  |
| 40  | București                                                                                |
| 41  | București - Sector 1                                                                     |
| 42  | București - Sector 2                                                                     |
| 43  | București - Sector 3                                                                     |
| 44  | București - Sector 4                                                                     |
| 45  | București - Sector 5                                                                     |
| 46  | București - Sector 6                                                                     |
| 51  | Călărași                                                                                 |
| 52  | Giurgiu                                                                                  |
| 47  | Bucuresti - Sector 7 (desființat)                                                        |
| 48  | Bucuresti - Sector 8 (desființat)                                                        |
| 70  | Cod unic pentru orice înregistrare, indiferent de județul/locul unde a avut loc nașterea |

### NNN
Componenta NNN reprezintă un număr secvențial (cuprins între 001 și 999), repartizat pe puncte de atribuire, prin care se diferențiază persoanele de același sex, născute în același loc și cu aceeași dată de naștere.

### C
Componenta C este formată dintr-o cifră de control, care permite depistarea eventualelor erori de înlocuire sau inversare a cifrelor din componența C.N.P.

## Validare
Validarea unui C.N.P. constă în calcularea componentei C și compararea acesteia cu valoarea primită a aceleiași componente. Dacă acestea sunt identice, înseamnă că C.N.P. verificat este valid.
Calcularea componentei C se face folosind constanta "279146358279", după cum urmează:
- fiecare cifră din primele 12 cifre ale C.N.P. este înmulțită cu corespondentul său din constantă
- rezultatele sunt însumate și totalul se împarte la 11
- dacă restul împărțirii este mai mic de 10, acela reprezintă valoarea componentei C
- dacă restul împărțirii este 10, valoarea componentei C este 1